# Abimelek
Abimelek (min fader er Melek – Melek er et gudenavn og betyder konge; Abimelek kunne altså betyde prins)
forekommer i formen Abimilki som fønikisk navn i Amarnabrevene.
Der forekommer en Abimelek både i Første Mosebog og i Dommerbogen

## 1: Filisterkongen Abimelek (Første Mosebog 20. 21. 26.)
Såvel om Abraham som om Isak fortælles
det, at de kom i berøring med en filisterkonge
Abimelek i Gerar i det sydlige Palæstina (1. Mos. 20. 21. 26.).

## 2: Abimelek, søn af Gideon (Dommerbogen 8)
I Dommerbogen optræder en Abimelek som søn af Gideon med en kvinde fra
Sikem, som tilhørte en gammel kanaanæisk (kanaanitisk), familie.
Dommerbogen 8,29ff

... Jerubba'al, Joashs søn, drog hjem og blev der. Gideon fik halvfjerds sønner, for han havde mange koner. Han fik også en søn med en medhustru i Sikem; ham gav han navnet Abimelek. ...

Han søgte, understøttet af sin moders slægt, at
skaffe sig kongemagt, myrdede sine 70 brødre
på Jotam nær og lod sig da udråbe til konge.
Ved denne lejlighed var det, at Jotam for at
advare sikemitterne fortalte fabelen om
træerne, som ville vælge sig en konge. De gode
træer, oliven, figen og vinstok, afslår
værdigheden, kun den unyttige og farlige tornebusk
er villig. Nogen større betydning har Abimelek’s treårige
kongedømme næppe haft.
Hvor vidt det
har strakt sig, fremgår ikke klart af
Dommerbogen, i hvert fald har det kun omfattet en del
af Efraim og Manasse stamme. Snart rejser
sikemitterne sig mod Abimelek. På forskellig måde berettes
om Abimelek’s kamp mod staden, som ender med
fuldstændig ødelæggelse af den og dens tempel og
nedhugning af indbyggerne.
Fra Sikem drog
han mod Tebes og indtog den. Beboerne søgte
tilflugt i et tårn i byens midte; da han
nærmede sig dette, dræbtes han af en møllesten,
som en kvinde slyngede mod hans hoved fra
tårnets tag. Hans våbendrager gav ham
nådestødet (Dom. 9:52ff).

... Abimelek nåede frem til tårnet og gik til angreb på det; men da han nærmede sig indgangen til tårnet for at sætte ild på det, smed en kvinde en kværnsten ned i hovedet på ham og knuste hans hjerneskal. Han kaldte hurtigt på sin våbendrager og sagde til ham: »Træk dit sværd, og giv mig dødsstødet, så ikke man skal sige, at en kvinde har dræbt mig!« Og hans våbendrager huggede ham ned, så han døde. ...